# Caterina Mancini
Caterina Mancini   (Genzano di Roma, 10 de novembre de 1924 - Roma, 21 de gener de 2011) va ser una soprano italiana.

## Biografia
Va debutar el 1948 a Florència a I Lombardi alla prima crociata i el 1950 va actuar a Bolonya i Venècia a Norma.
L'any 1951 s'estrena a La Scala el primer renaixement de la postguerra de Lucrezia Borgia, la qual va ser la seva única presència al teatre milanès. El mateix any va participar en diverses edicions radiofòniques amb motiu del cinquantè aniversari de la mort de Giuseppe Verdi: Nabucco, La battaglia di Legnano, Attila, Aida i Il Trovatore.
La seva carrera es va desenvolupar principalment als principals teatres italians: entre els escenaris més significatius Mosè in Egitto el 1955 a Florència i Il duca d'Alba el 1956 a Verona, així com aparicions a Roma i Nàpols. També va fer algunes aparicions esporàdiques a teatres fora Itàlia: Niça, Montecarlo, Barcelona, Bilbao i Lisboa. Altres títols importants del seu repertori van ser Un Ballo in Maschera, La Forza del Destino, Don Carlo, La Gioconda i Tosca.
Al Gran Teatre del Liceu de Barcelona va actuar en les temporades 1953-1954, en Aida, i 1961-1962, en La Gioconda, d'Amilcare Ponchielli.
Arran d'alguns problemes de salut, a principis dels anys seixanta la seva activitat es va alentir considerablement, i va continuar durant uns anys en el registre de mezzosoprano. Una de les actuacions més significatives en aquesta tessitura va ser al Messies de Händel a Dallas el 1963, dedicat a la memòria del president Kennedy, que havia estat assassinat uns dies abans a la mateixa ciutat. També va assumir el paper d'Eboli a Don Carlo, després d'haver interpretar el paper de soprano d'Elisabetta anys enrere.
Caterina Mancini és recordada sobretot com una soprano dramàtica verdiana, gràcies a una veu de notable volum, amb un timbre càlid i homogeni i, limitada als primers anys de la seva carrera, també dotada d'una certa agilitat i extensió que li va permetre abordar el repertori del primer Verdi.

## Repertori
| Rol                                      | Títol                          | Autor      |
| ---------------------------------------- | ------------------------------ | ---------- |
| Norma                                    | Norma                          | Bellini    |
| Lucrezia Borgia                          | Lucrezia Borgia                | Donizetti  |
| Amelia di Egmont                         | Il duca d'Alba                 | Donizetti  |
| Santuzza                                 | Cavalleria rusticana           | Mascagni   |
| La Gioconda                              | La Gioconda                    | Ponchielli |
| Floria Tosca                             | Tosca                          | Puccini    |
| Elcia                                    | Mosè in Egitto                 | Rossini    |
| Abigaille                                | Nabucco                        | Verdi      |
| Giselda                                  | I Lombardi alla prima crociata | Verdi      |
| Elvira                                   | Ernani                         | Verdi      |
| Odabella                                 | Attila                         | Verdi      |
| Lida                                     | La battaglia di Legnano        | Verdi      |
| Leonora                                  | Il trovatore                   | Verdi      |
| Amelia                                   | Un ballo in maschera           | Verdi      |
| Donna Leonora                            | La forza del destino           | Verdi      |
| Elisabetta di Valois Principessa d'Eboli | Don Carlo                      | Verdi      |
| Aida                                     | Aida                           | Verdi      |
| Agata                                    | Il franco cacciatore           | Weber      |

## Discografia
- La forza del destino (pel·lícula, només veu), amb Galliano Masini, Tito Gobbi, Giulio Neri, Cloe Elmo, dir. Gabriele Santini - pel·lícula dirigida per Carmine Gallone, 1949 - ed. BCS.[4]
- Ernani, amb Gino Penno, Giuseppe Taddei, Giacomo Vaghi, dir. Fernando Previtali - Cetra, 1950.[5]
- Il trovatore, amb Giacomo Lauri Volpi, Carlo Tagliabue, Miriam Pirazzini, Alfredo Colella, dir. Fernando Previtali - Cetra, 1951.
- Aida, amb Mario Filippeschi, Giulietta Simionato, Rolando Panerai, Giulio Neri, dir. Vittorio Gui - Cetra, 1951.
- La battaglia di Legnano, amb Amedeo Berdini, Rolando Panerai, Albino Gaggi, dir. Fernando Previtali - Cetra, 1951.
- Nabucco, amb Paolo Silveri, Antonio Cassinelli, Mario Binci, Gabriella Gatti, dir. Fernando Previtali - Cetra, 1951.
- Attila, amb Italo Tajo, Giangiacomo Guelfi, Gino Penno, dir. Carlo Maria Giulini - en directe a Venècia, 1951, ed. GOP.
- Il duca d'Alba, amb Giangiacomo Guelfi, Aldo Bertocci, Dario Caselli, dir. Fernando Previtali - en directe RAI-Roma, 1952, ed. Melodram/Bongiovanni/GOP.
- Mosè (en italià), amb Nicola Rossi-Lemeni, Mario Filippeschi, Giuseppe Taddei, Agostino Lazzari, dir. Tullio Serafin - Philips, 1956.
- Cavalleria rusticana, amb Gianni Poggi, Aldo Protti, dir. Ugo Rapalo - Philips, 1958.